# Municipal District of Bonnyville No. 87
Der Municipal District of Bonnyville No. 87 ist einer der 63 „municipal districts“ in Alberta, Kanada. Der Verwaltungsbezirk gehört zur „Census Division 12“ und ist Teil der Region Zentral-Alberta. Der Bezirk als solches wurde zum 14. Dezember 1914 eingerichtet (incorporated als „Rural Municipality of Boucher No. 572“) und sein Verwaltungssitz befindet sich in der Kleinstadt Bonnyville. Zum 1. Mai 2021 wurde der Improvement District 349 aufgelöst und sein Gebiet dem „Municipal District of Bonnyville No. 87“ zugeschlagen.
Der Verwaltungsbezirk ist für die kommunale Selbstverwaltung in den ländlichen Gebieten sowie den nicht rechtsfähigen Gemeinden, wie Dörfern und Weilern und Ähnlichem, zuständig. Für die Verwaltung der Städte und Kleinstädte in seinen Gebietsgrenzen ist er nicht zuständig. Ebenfalls nicht zuständig ist der Bezirk für die Siedlungen der Métis. Die Métis-Siedlungen werden gemeinsam von einer Métis-Regierung vertreten und regiert, das „Métis Settlements General Council“.

## Lage
Der „Municipal District“ liegt im Osten der kanadischen Provinz Alberta und grenzt nach Osten an die Provinz Saskatchewan. Von Osten nach Westen wird der Bezirk vom Beaver River durchflossen. Neben zahlreichen Seen findet sich auch, als größer, der Cold Lake zum Teil in Bezirk. Ebenfalls im Bezirk liegt der Frog Lake, der Ort an dem während der Nordwest-Rebellion das Frog-Lake-Massaker stattfand. Im Bezirk befinden sich mit dem Moose Lake Provincial Park und dem Cold Lake Provincial Park mehrere der Provincial Parks in Alberta.
Die Hauptverkehrsachsen des Bezirks sind der in Nord-Süd-Richtung verlaufende Alberta Highway 41 sowie die in Ost-West-Richtung verlaufenden Alberta Highway 28 und Alberta Highway 51.
Im Bezirk liegen verschiedene Reservate der First Nation sowie Siedlungen der Métis.
| Name                              | Bevölkert durch         | Bemerkung           | Einwohner | Veränderung (zum letzten Zensus) | Fläche (km²) | Bev.-dichte (EW/km²) |
| --------------------------------- | ----------------------- | ------------------- | --------- | -------------------------------- | ------------ | -------------------- |
| Cold Lake First Nation No.149     | Cold Lake First Nations |                     | 671       | + 13,0 %                         | 140,69       | 4,8                  |
| Cold Lake Indian Reserve No. 149A | Cold Lake First Nations |                     | 40        | - 11,1 %                         | 0,69         | 57,6                 |
| Cold Lake Indian Reserve No. 149B | Cold Lake First Nations |                     | 163       | + 9,4 %                          | 42,17        | 3,9                  |
| Unipouheos No. 121                | Frog Lake First Nation  | Bezirksübergreifend | 909       | + 11,8 %                         | 88,30        | 10,3                 |
| Kehewin Cree Nation               | Kehewin Cree Nation     |                     | 976       | - 8,4 %                          | 80,50        | 12,2                 |
| Elizabeth Métis Settlement        | Métis                   |                     | 653       | - 0,2 %                          | 252,44       | 2,6                  |
| Fishing Lake Métis Settlement     | Métis                   |                     | 446       | + 2,3 %                          | 355,51       | 1,3                  |

| Lac La Biche County       | Lac La Biche County                         |              |
|                           | Kompassrose, die auf Nachbargemeinden zeigt | Saskatchewan |
| County of St. Paul No. 19 | County of Vermilion River                   |              |

## Bevölkerung
| Jahr | Erhebung          | Einwohner | Änderung | Fläche (km²) | Bev.-dichte (EW/km²) |
| ---- | ----------------- | --------- | -------- | ------------ | -------------------- |
| 2021 | Volkszählung 2021 | 12.897    | + 1,2 %  | 6.005,30     | 2,1                  |
| 2016 | Volkszählung 2016 | 13.575    | + 21,3 % | 6.064,73     | 2,2                  |
| 2011 | Volkszählung 2011 | 11.191    | + 9,8 %  | 6.057,44     | 1,8                  |

## Gemeinden und Ortschaften
Folgende Gemeinden liegen innerhalb der Grenzen des Verwaltungsbezirks:
- Stadt (City): Cold Lake
- Kleinstadt (Town): Bonnyville
- Dorf (Village): Glendon
- Weiler (Hamlet): Ardmore, Beaver Crossing, Beaverdam, Cherry Grove, Fort Kent, Iron River, La Corey, Therien

Außerdem bestehen noch weitere, noch kleinere Ansiedlungen und Einzelgehöfte, sowie das „Summer Village of Bonnyville Beach“ und „Summer Village of Pelican Narrows“. Weiterhin liegen im Bezirk auch mehrere Kolonien der Hutterer. Diese Kolonien haben eine dorfähnliche Struktur und in der Regel 100 bis 150 Einwohnern.